# 永平堡古城
永平堡古城位於四川省绵阳市北川羌族自治县開坪鄉，文物遺址年代判定為明。1991年4月16日公佈為四川省第三批文物保護單位。2013年3月5日公布为第七批全国重点文物保护单位。